# Albtraum

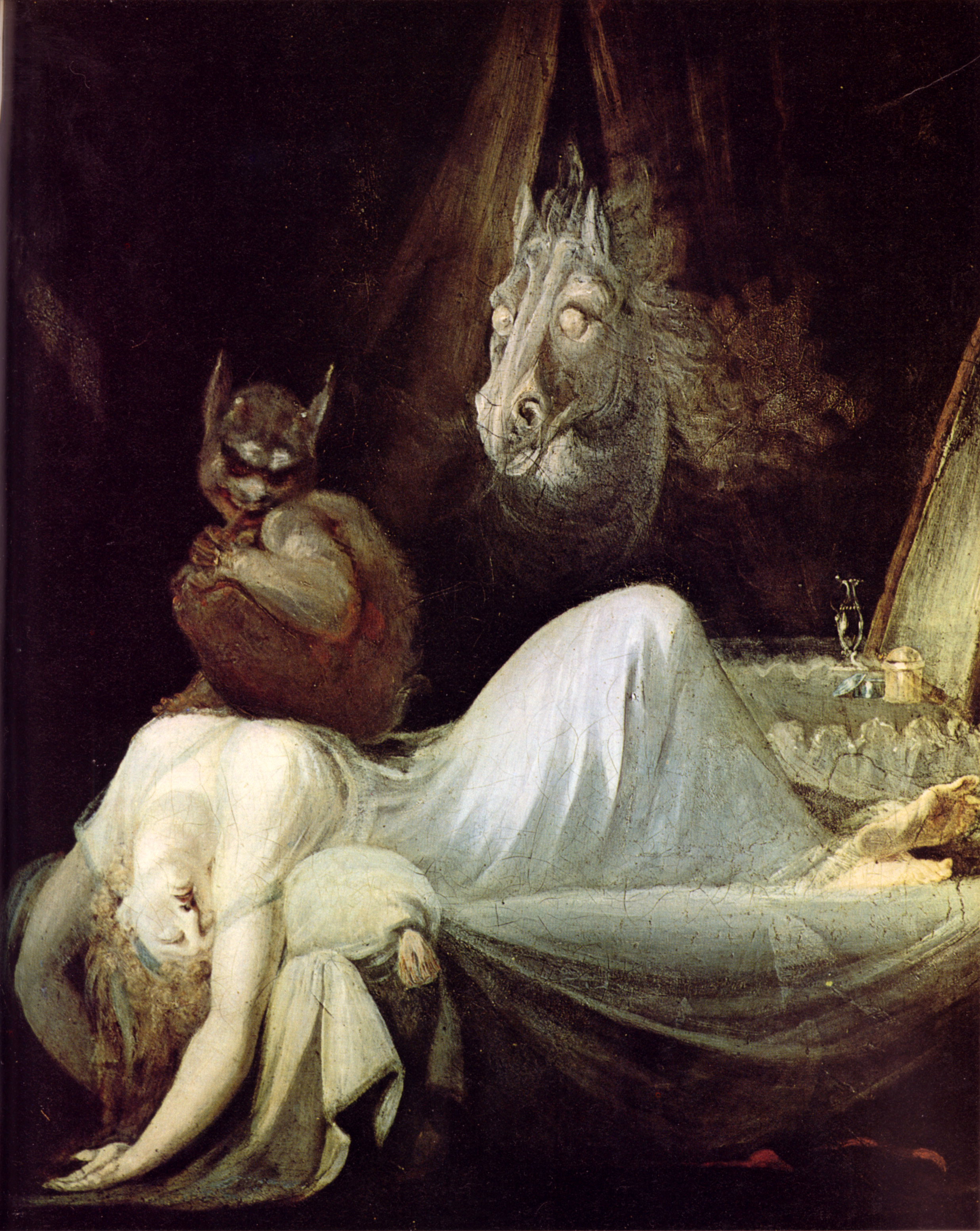
Nachtmahr, Johann Heinrich Füssli (1802)

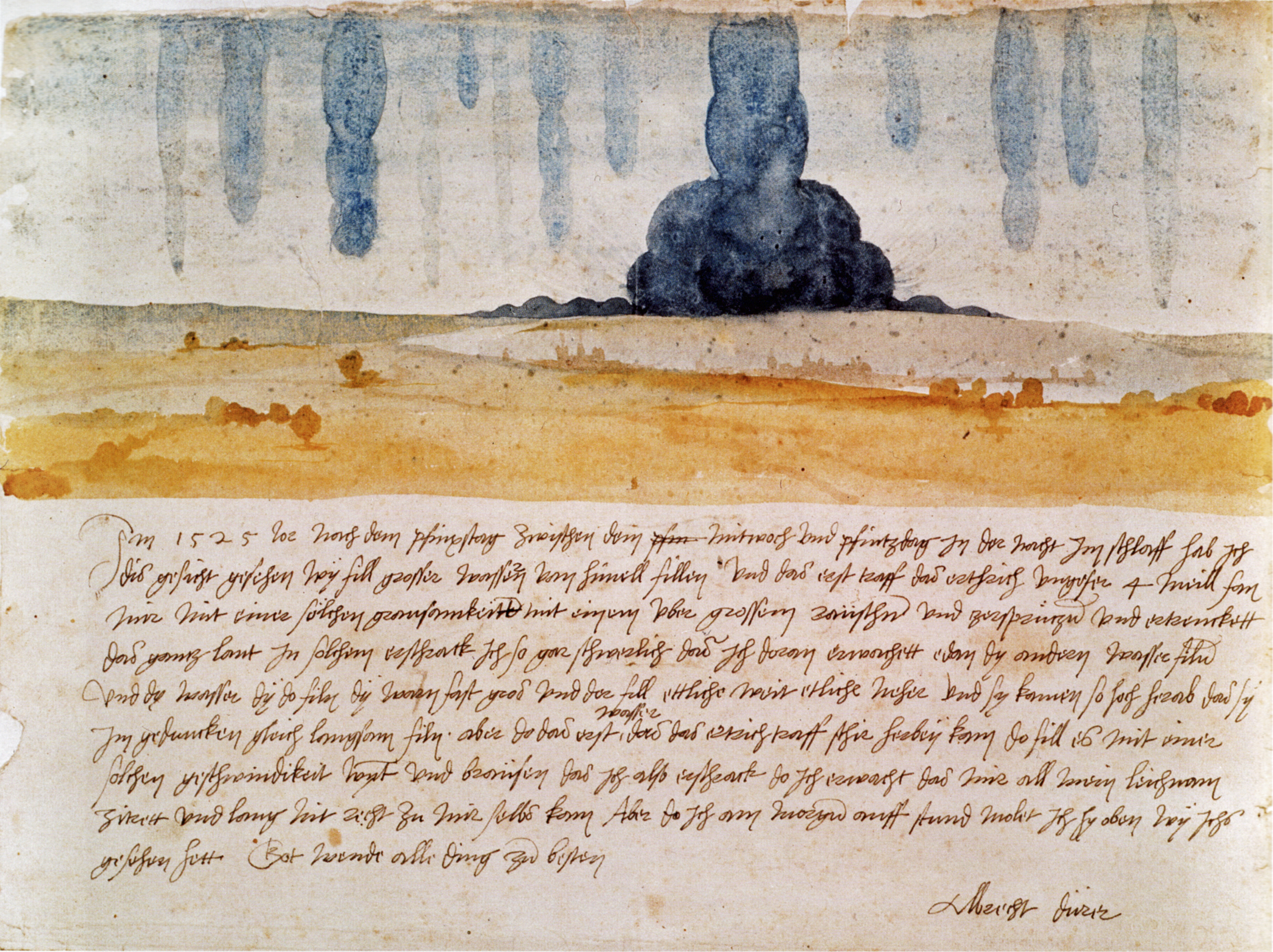
Traumgesicht, Albrecht Dürer dokumentiert einen seiner Albträume (1525)

Ein Albtraum, auch Alptraum oder Albdruck, veraltet Nachtmahr (vergleiche englisch nightmare oder niederländisch nachtmerrie) oder auch Nachtschaden, ist ein Traum, der von negativen Emotionen wie Angst und Panik beim Träumenden begleitet wird. Der Traum kann dabei bedrohliche, aber durchaus auch banale Situationen enthalten.
Albträume sind nichtorganische Schlafstörungen und zählen zu den Parasomnien. Der Albtraum ist vom Pavor nocturnus oder von der Schlafstarre beim Aufwachen zu unterscheiden und kann Teil des Oneiroid-Syndroms sein.

## Vorkommen
Im nächtlichen Schlafrhythmus treten Albträume vorwiegend im REM-Schlaf auf, meist in der zweiten Nachthälfte. Die Dauer schwankt zwischen wenigen Minuten und einer halben Stunde und endet meist mit Aufschrecken. Danach ist man in der Regel sofort bewusst und verfügt über räumliche und zeitliche Orientierung. Als Ursachen für Albträume werden unverarbeitetes Tagesgeschehen, traumatische oder traumatisierende Erlebnisse, Stress oder psychische Probleme, aber auch physische Faktoren angenommen.
Häufige Albträume stellen eine Belastung für die Psyche und den Körper dar und verringern die Erholung im Schlaf.

## Behandlung
Eine Methode, um vor allem regelmäßig auftretende Albträume positiv zu beeinflussen, kann das Klarträumen sein. Dabei wird sich der Träumer seines (alb-)träumenden Zustandes bewusst und kann dann den Traumverlauf steuern. Dieses Erleben wird auch als „luzides Träumen“ bezeichnet. Allerdings erwies sich dieser Umgang mit dem Albtraum als schwierig für die Personen, die sich während des Schlafens bisher nicht bewusst machen konnten, dass sie träumen. Für diesen Personenkreis scheint die Methode daher weniger geeignet zu sein.
Auch werden Albträume durch Konfrontationen mit den Albtrauminhalten behandelt. Hier geht es darum, sich den Albtraum während des Tages möglichst detailliert vorzustellen, um sich an die hierbei erlebten Gefühle zu gewöhnen. Die Methode gilt als eine der wirksamsten Behandlungen von Albträumen überhaupt, kann durch die Betroffenen jedoch zunächst als sehr belastend erlebt werden.
Eine weitere Methode, welche sich in zahlreichen wissenschaftlichen Studien als wirksam erwiesen hat, ist die „imagery rehearsal therapy“ (IRT). Ziel ist es hierbei, das „Albtraumdrehbuch“ zu verändern. Man geht davon aus, dass durch die häufige Wiederholung der individuellen Albträume der Leidensdruck entsteht. Im Gehirn schleift sich also ein bestimmter Pfad, ein bestimmtes Skript ein, welches dann immer wieder durchlaufen wird. So kann jemand immer wieder davon träumen, von irgendwoher in die Tiefe zu fallen. Je häufiger das Skript durchlaufen wird, desto geringer muss der Anstoß sein, damit ein Traum wieder erlebt wird. Ziel der IRT ist es nun, dieses Albtraumdrehbuch so zu verändern, dass ein möglichst langweiliger Traum entsteht, welcher dann nicht mehr belastend ist. So könnten der Person, welche immer wieder fällt, Flügel wachsen. Diesen neuen Traum übt man nun tagsüber, jeden Tag ca. 15–20 Minuten ein. Es zeigte sich, dass die IRT, verglichen mit Konfrontationsverfahren, schneller zur Linderung der Albtraumproblematik führte.

## Etymologie

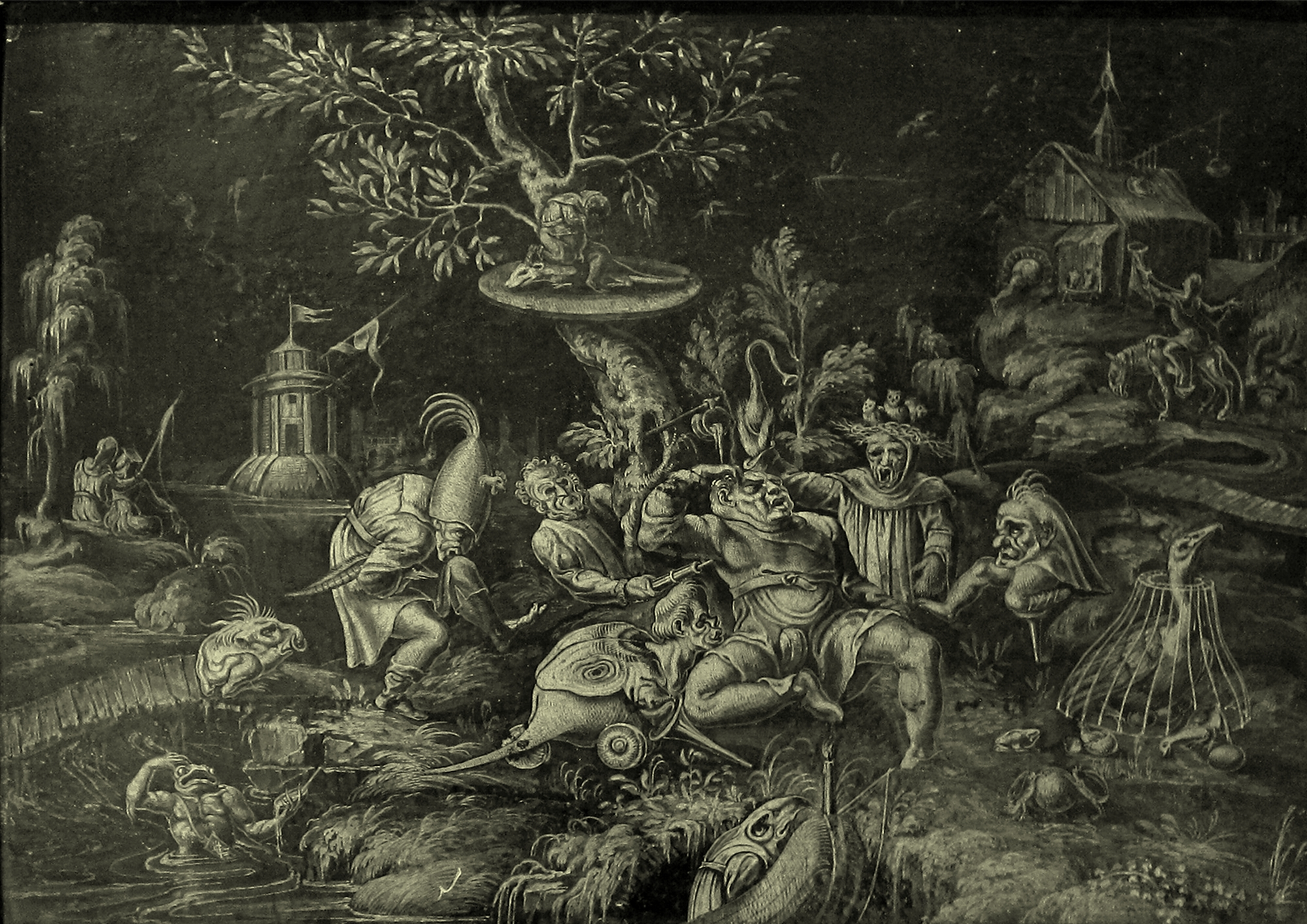
Der Albtraum, ca. 1530, Nachfolger von Hieronymus Bosch, Musée des Beaux-Arts de Strasbourg

Alben – abgeleitet von Alb oder Elb – ist die ursprüngliche Bezeichnung für Elfen (germ. albi, altsächs. alf, engl. elf). In der germanischen Mythologie waren die Elben/Elfen für die Träume zuständige Naturgeister (siehe Nachtalb und Mahrt). Auf diese tückischen, koboldhaften Wesen wurden die schlechten Träume zurückgeführt. Insbesondere stellte man sich bildlich die Alben meist in menschenähnlicher Gestalt auf der Brust des Schlafenden hockend vor, was ein unangenehmes Druckgefühl auslöste, daher auch die ältere Bezeichnung Alb- oder Alpdruck.
Die deutsche Bezeichnung „Nachtschattengewächse“ soll der Überlieferung nach von dem alten Wort für Albtraum „Nachtschaden“ stammen. Extrakte aus alkaloidhaltigen Nachtschattengewächsen wie zum Beispiel der Tollkirsche (Atropa), dem Schwarzen Bilsenkraut (Hyoscyamus niger), dem Bittersüßen Nachtschatten (Solanum dulcamara) und dem Schwarzen Nachtschatten (Solanum nigrum) wurden im Mittelalter für Heil- und Zaubermixturen genutzt, um den Nachtschaden – also die nächtlichen Albträume – zu vertreiben.

## Schreibweise
Im Althochdeutschen stehen die beiden Schreibweisen „Alb“ und „Alp“ gleichberechtigt nebeneinander. Der Duden von 1991 nennt zwar sowohl „Alb“ als auch „Alp“, empfahl jedoch nur „Alptraum“. Im Jahre 1996 wurde im Zuge der Rechtschreibreform auch die Schreibweise „Albtraum“ in das Wörterverzeichnis aufgenommen, wo seitdem beide Schreibungen nebeneinanderstehen und gleichermaßen gelten.
Die Redaktionen der bekannten Wörterbücher geben unterschiedliche Empfehlungen für den Schreibgebrauch: Der Duden empfiehlt „Albtraum“, ebenso Bastian Sick (Spiegel Online/Zwiebelfisch). „Grund hierfür ist, dass das Wort auf die sogenannten Alben (Elfen) und nicht auf die Alpen oder eine Alp (Bergweide) zurückgeht.“ Wahrig bevorzugt „Alptraum“. Die deutschsprachigen Nachrichtenagenturen haben sich auf die einheitliche Schreibung „Alptraum“ festgelegt. Diese Schreibweise deckt sich mit dem Lemma „Alptraum“ im Springer Lexikon Medizin. Von der Aussprache her klingen beide Wörter wegen der Auslautverhärtung gleich.